# 法國外籍兵團第4騎兵團
法國外籍兵團第四團（法文：4e régiment étranger）為法國外籍兵團的一員。駐紮於法國奧德省的Castelnaudary，負責法國外籍兵團的新兵訓練。

## 沿革
- 1920年：於摩洛哥設立本部隊。
- 1941年：改編為第四准旅。
- 1946年：前往法屬印度支那，參加法越戰爭（至1956年）。
- 1948年：改名為第四步兵團。
- 1954年：參加阿爾及利亞戰爭（至1962年）。
- 1964年：部隊隨著拉甘核實驗廠的關閉而解散。
- 1976年：於法國Castelnaudary重新設立。

## 編制
- 團本部
- 本部連
- 第1教育連
- 第2教育連
- 第3教育連
- 環境指導連
- 教官指導連

- 本部隊擁有約590名的教官（大多數是從原部隊派遣而來）、約390名訓練兵、以及約330名志願入隊者。

## 主要裝備
- 貝瑞塔92
- FAMAS
- FN Minimi
- VBL裝甲車
- 標緻P4
- TRM 2000卡車
- TRM 10000卡車
- GBC 180卡車

## 外部連結
- 法國外籍兵團第四團官方網站（法文） （页面存档备份，存于）